# Камейкіно
Каме́йкіно (рос. Камейкино) — село у складі Гайського міського округу Оренбурзької області, Росія.

## Населення
Населення — 408 осіб (2010; 456 у 2002).
Національний склад (станом на 2002 рік):
- росіяни — 53 %